# Wayne W. Dyer

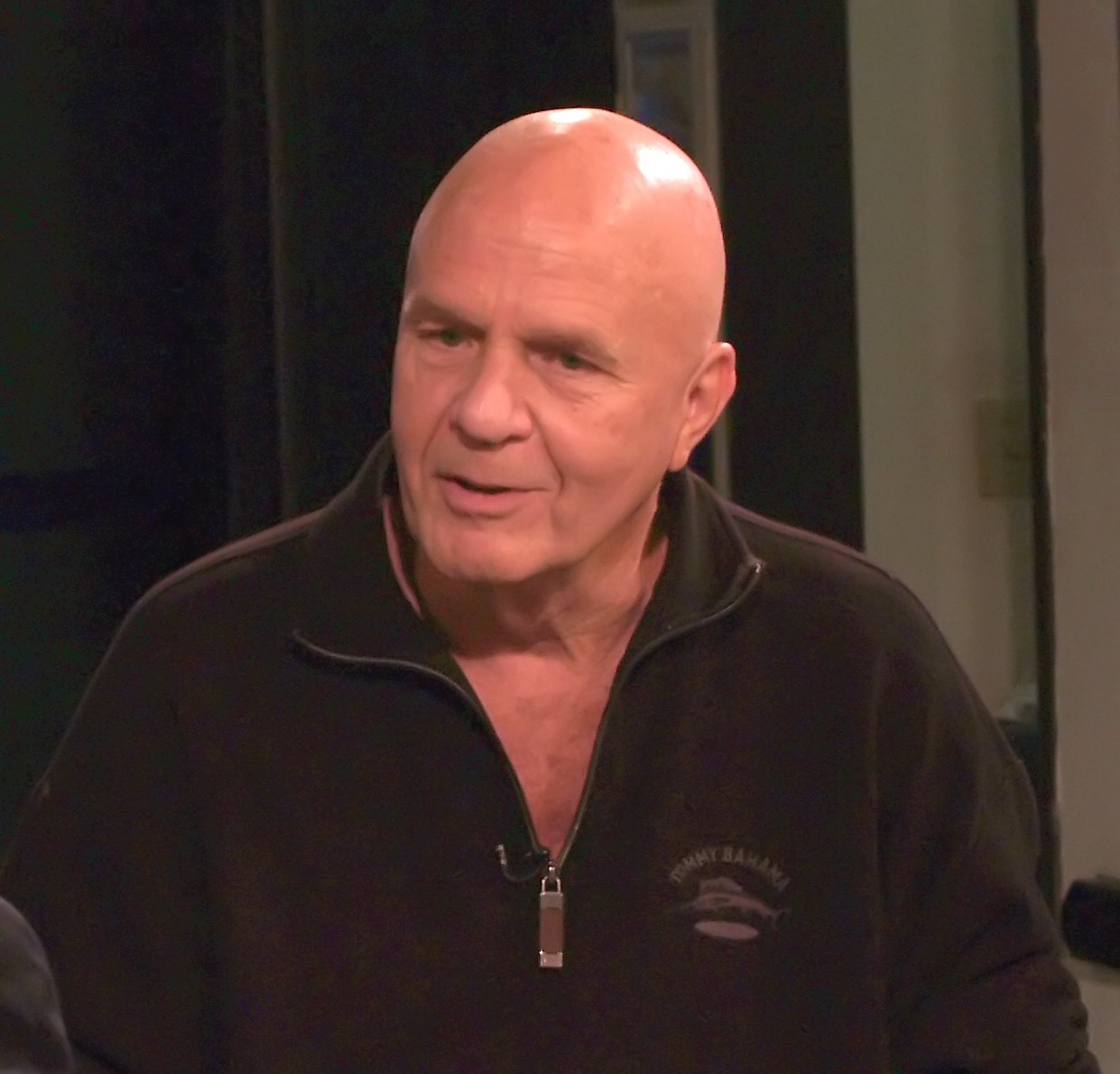
Wayne W. Dyer (2009)

Wayne W. Dyer (ur. 10 maja 1940 w Detroit, zm. 29 sierpnia 2015 w Maui) – amerykański wykładowca, autor książek motywacyjnych. Jego pierwsza książka o samodoskonaleniu Your Erroneous Zones (1976), sprzedana w około 35 milionach egzemplarzy, znajdowała się 64 tygodnie na liście bestsellerów dziennika „The New York Times”  i jest jedną z najlepiej sprzedających się książek wszech czasów.
W maju 2010 autor książek Stephen Mitchell wytoczył proces Dyerowi za plagiat, oskarżając go o użycie 200 linii tekstu z jego interpretacji rozmyślań o Tao – z książek Living the Wisdom of the Tao and Change Your Thoughts -- Change Your Life.

## Życiorys
Wayne Dyer jest synem Melvina Lyle'a i Hazel Irene Dyer. Jako nastolatek zamieszkiwał w sierocińcu we wschodnim Detroit. W 1958 roku ukończył szkołę Denby High School. Zawodową karierę rozpoczął jako psycholog szkolny w 1965. W 1971 roku uzyskał tytuł naukowy Doctor of Education, specjalizując się w poradnictwie, na Uniwersytecie Stanowym Wayne.
Prowadził prywatny gabinet poradnictwa. Dopiero cykl wykładów na Uniwersytecie St. John w Nowym Jorku na temat pozytywnego myślenia przyczynił się do jego popularności i powstania książki Your Erroneous Zones. Słaba sprzedaż tej publikacji skłoniła Dyera do porzucenia pracy i udania się w podróż po Ameryce w celu rozpropagowania książki. Wayne Dyer był gościem w programach typu talk-show Merva Griffina, The Tonight Show oraz w show Phila Donahue.
Wayne Dyer mieszkał w Maui na Hawajach. Był trzykrotnie żonaty. Ma ośmioro dzieci. Najstarsza córka, Tracy, jest z pierwszego małżeństwa, siedmioro pozostałych dzieci jest z małżeństwa z trzecią żoną, Marcelene. Wszystkie dzieci mieszkają na Florydzie.
W 2009 roku Wayne Dyer ogłosił, iż cierpi na przewlekłą białaczkę limfatyczną.
Zmarł 29 sierpnia 2015 roku w swoim domu w Maui. Oficjalną przyczyną śmieci był zawał serca, miał 75 lat.